# Міністерство транспорту і зв'язку Норвегії
Королівське Міністерство транспорту і зв'язку Норвегії (норв. Samferdsledepartementet) — відомство Уряду Норвегії, уповноважене управляти транспортом і зв'язком країни. Міністр транспорту і зв'язку призначається і знімається з посади Прем'єр-міністром Норвегії. З 16 жовтня 2013 року пост міністра обіймає Кетіл Солвік-Ольсен. Міністерство є підзвітним норвезькому парламенту, який називається Stortinget.

## Організація
Міністерство має 135 співробітників та поділено на такі підрозділи:
- Політичний відділ
- Інформаційний відділ
- Департамент планування, управління та економічних питань
- Відділ цивільної авіації, поштових служб та телекомунікацій
- Відділ громадських доріг та залізничного транспорту
- Департамент транспорту

### Підвідомчі органи та дочірні компанії
- Avinor (оператор аеропортів)
- Bane NOR (Залізнична інфраструктура)
- Baneservice (Будівництво)
- Комісія з розслідування нещасних випадків у Норвегії
- Адміністрація цивільної авіації Норвегії
- Норвезький поштовий і телекомунікаційний орган
- Норвезька залізнична дирекція
- Норвезька залізнична інспекція
- Технічний наглядовий орган за кабельним транспортом
- Норвезька залізниця
- Пошта Норвегії
- Statens Vegvesen